# Mátraballa
Mátraballa is een plaats (község) en gemeente in het Hongaarse comitaat Heves. Mátraballa telt 853 inwoners (2002).